# Shennongtherium
Shennongtherium – wymarły rodzaj ssaków z rodziny nosorożcowatych (Rhinocerotidae). Jego obecność na Ziemi przypada na epokę miocenu. Zamieszkiwał on tereny, które dziś są nam znane jako Chiny. Odżywiał się roślinnością.